# Формула Бине (механика)
Формула Бине — дифференциальное уравнение, позволяющее определить центральную силу, если известно уравнение траектории материальной точки, движущейся под её действием, или по заданной центральной силе определить траекторию.

## Формулировка
Пусть материальная точка с массой {\displaystyle m} движется под действием центральной силы {\displaystyle {\vec {F}}}. Тогда в полярной системе координат {\displaystyle r}, {\displaystyle \varphi }
{\displaystyle {\frac {d^{2}}{d\varphi ^{2}}}\left({\frac {1}{r}}\right)+{\frac {1}{r}}=-{\frac {F_{r}}{mc^{2}}}r^{2}.}
Здесь {\displaystyle c} — так называемая постоянная площадей.

## Вывод
Рассмотрим движение материальной точки {\displaystyle m} под действием центральной силы {\displaystyle {\vec {F}}}. Уравнение движения точки {\displaystyle m{\vec {w}}={\vec {F}}} в проекциях на полярные оси {\displaystyle mw_{r}=F_{r}}, {\displaystyle mw_{\varphi }=F_{\varphi }}, где {\displaystyle F_{\varphi }=0}. Радиальное ускорение {\displaystyle w_{r}={\ddot {r}}-r{\dot {\varphi }}^{2}}, трансверсальное ускорение {\displaystyle w_{\varphi }={\ddot {\varphi }}r+2{\dot {r}}{\dot {\varphi }}}. Получаем {\displaystyle m({\ddot {r}}-r{\dot {\varphi }}^{2})=F_{r}}, {\displaystyle m({\ddot {\varphi }}r+2{\dot {r}}{\dot {\varphi }})=0}. Преобразуем второе уравнение: {\displaystyle ({\ddot {\varphi }}r+2{\dot {r}}{\dot {\varphi }})={\frac {1}{r}}{\frac {d}{dt}}(r^{2}{\dot {\varphi }})=0}. Следовательно: {\displaystyle r^{2}{\dot {\varphi }}=c}, где {\displaystyle c} — константа, называемая постоянной площадей. Подставляя значение {\displaystyle {\dot {\varphi }}} из {\displaystyle r^{2}{\dot {\varphi }}=c} в уравнение {\displaystyle m({\ddot {r}}-r{\dot {\varphi }}^{2})=F_{r}}, получаем {\displaystyle m\left({\ddot {r}}-{\frac {c^{2}}{r^{3}}}\right)=F_{r}}. Последовательно находим {\displaystyle {\dot {r}}={\frac {dr}{d\varphi }}{\dot {\varphi }}={\frac {c}{r^{2}}}{\frac {dr}{d\varphi }}=-c{\frac {d}{d\varphi }}\left({\frac {1}{r}}\right)}, {\displaystyle {\ddot {r}}={\frac {d{\dot {r}}}{dt}}={\frac {d{\dot {r}}}{d\varphi }}{\dot {\varphi }}=-{\frac {c^{2}}{r^{2}}}{\frac {d^{2}}{d\varphi ^{2}}}\left({\frac {1}{r}}\right)}.
Подставляя {\displaystyle {\ddot {r}}} в {\displaystyle m\left({\ddot {r}}-{\frac {c^{2}}{r^{3}}}\right)=F_{r}}, находим {\displaystyle {\frac {d^{2}}{d\varphi ^{2}}}\left({\frac {1}{r}}\right)+{\frac {1}{r}}=-{\frac {F_{r}}{mc^{2}}}r^{2}}.